# قرار مجلس الأمن التابع للأمم المتحدة رقم 677
قرار مجلس الأمن التابع للأمم المتحدة رقم 677، اعتمد بالإجماع في 28 نوفمبر 1990، بعد أن أشار إلى قراراته 660 (1990) و662 (1990) و674 (1990)، أدان المجلس محاولات العراق تغيير التكوين الديمغرافي لسكان الكويت والقيود المفروضة على حركة مواطنيها.
وإذ يتصرف بموجب الفصل السابع من ميثاق الأمم المتحدة، أدان المجلس محاولات العراق لإعدام السجلات المدنية التي تحتفظ بها الحكومة الشرعية للكويت. ولذلك فوض القرار الأمين العام خافيير بيريز دي كويلار بأن يودع لديه لنسخة من سجل سكان الكويت، تكون قد صادقت على صحتها الحكومة الشرعية للكويت وتشمل تسجيل السكان حتى 1 أغسطس 1990. وطلب إلى الأمين العام أن يضع، بالتعاون مع الحكومة الشرعية للكويت، نظاما للقواعد واللوائح التي تنظم الوصول إلى النسخة المذكورة من سجل السكان واستخدامها.
وقد اعتمد القرار تحسباً لاختفاء الكويتيين أو تدفق غير الكويتيين نتيجة للسياسة العراقية في البلد المحتل.

## روابط خارجية
- نص القرار
- مقاتل من الصحراء